# Монро (округ, Кентуккі)
Шаблон:StateAbbr_ 36°43′ пн. ш. 85°43′ зх. д. / 36.71° пн. ш. 85.72° зх. д.
Округ  Монро (англ. Monroe County) — округ (графство) у штаті  Кентуккі, США. Ідентифікатор округу 21171.

## Демографія
За даними перепису 
2000 року 
загальне населення округу становило 11756 осіб, усе сільське.
Серед мешканців округу чоловіків було 5703, а жінок — 6053. В окрузі було 4741 домогосподарство, 3380 родин, які мешкали в 5288 будинках.
Середній розмір родини становив 2,94.
Віковий розподіл населення поданий у таблиці:
| Стать    | До 15 років | 15-21 | 22-29 | 30-39 | 40-49 | 50-65 | 65-85 | Понад 85 |
| -------- | ----------- | ----- | ----- | ----- | ----- | ----- | ----- | -------- |
| Чоловіки | 1181        | 594   | 558   | 810   | 848   | 998   | 637   | 77       |
| Жінки    | 1110        | 563   | 575   | 801   | 857   | 1065  | 931   | 151      |

## Суміжні округи
- Меткаф — північний схід
- Камберленд — схід
- Клей, Теннессі — південний схід
- Мейкон, Теннессі — південний захід
- Аллен — захід
- Беррен — північний захід

## Виноски
1. ↑  U.S. Decennial Census. United States Census Bureau. Архів оригіналу за 19 липня 2018. Процитовано 18 серпня 2014.
2. ↑  Historical Census Browser. University of Virginia Library. Архів оригіналу за 11 серпня 2012. Процитовано 18 серпня 2014.
3. ↑  Population of Counties by Decennial Census: 1900 to 1990. United States Census Bureau. Архів оригіналу за 13 жовтня 2014. Процитовано 18 серпня 2014.
4. ↑  Census 2000 PHC-T-4. Ranking Tables for Counties: 1990 and 2000 (PDF). United States Census Bureau. Архів оригіналу (PDF) за 18 грудня 2014. Процитовано 18 серпня 2014.
5. ↑  State & County QuickFacts. United States Census Bureau. Архів оригіналу за 7 червня 2011. Процитовано 6 березня 2014.(англ.) Наведено за англійською вікіпедією.
6. ↑  American FactFinder. Бюро перепису населення США. Архів оригіналу за 26 лютого 2012. Процитовано 31 січня 2008.

| США | Це незавершена стаття з географії США. Ви можете допомогти проєкту, виправивши або дописавши її. |